# Paso de Erez

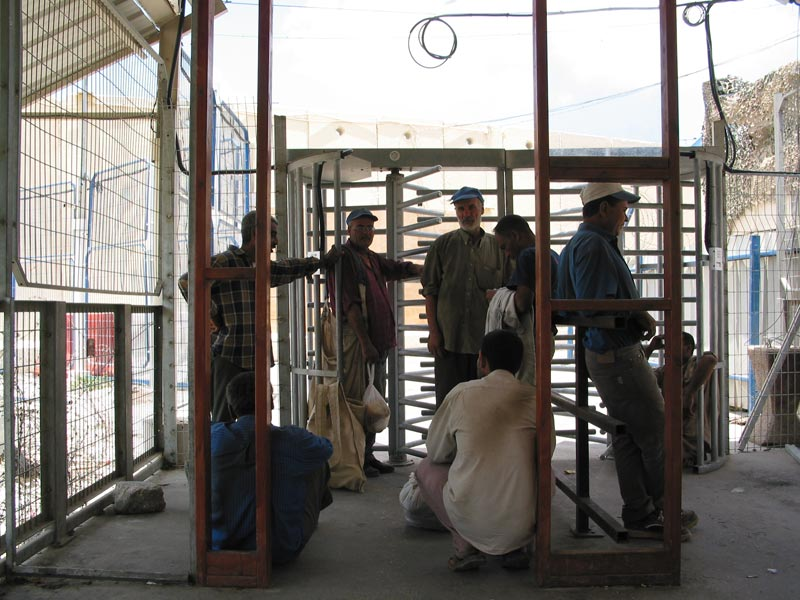
Trabajadores palestinos esperando en el paso de Erez para entrar a la Franja de Gaza (julio de 2005).

El paso de Erez (en hebreo: מעבר ארז‎), también conocido como el paso de Beit Hanun (en árabe: معبر بيت حانون‎), es un paso fronterizo entre Israel y la región palestina de la Franja de Gaza. Está situado en el extremo norte de la Franja, entre el kibutz israelí de Erez y la localidad palestina de Beit Hanun.
El paso de Erez es el único punto de acceso para personas entre la Franja de Gaza e Israel, y es la segunda opción para los habitantes de Gaza cuando el paso de Rafah con Egipto está cerrado. El uso del paso de Erez está limitado a los palestinos que viven bajo la jurisdicción de la Autoridad Nacional Palestina, a los ciudadanos egipcios y a los cooperantes de ayuda internacional. Israel permite a los palestinos residentes en la Franja de Gaza viajar a través del paso de Erez en «casos humanitarios excepcionales», con otras excepciones para estudiantes y deportistas que viajan al extranjero, así como para comerciantes. El paso de Erez está gestionado por el ejército israelí, a diferencia del paso de Karni y el paso de Kerem Shalom, ambos gestionados por la Autoridad Aeroportuaria de Israel. El bloqueo de la Franja de Gaza ha tenido un impacto significativo en el paso, que es una de los pocos accesos a través de la barrera israelí de la Franja de Gaza .

## Instalaciones
La terminal es un moderno edificio con forma de hangar y con una superficie de aproximadamente 34,8 m². Tiene capacidad para gestionar el paso de 45.000 personas al día, y se completó en 2007 con un coste de 60 millones de dólares.

## Ubicación
El Paso de Erez es parte de un complejo que anteriormente incluía también el Parque Industrial de Erez. El paso conecta la autopista 4 de Israel con la carretera de Saladino en la Franja de Gaza. Hasta principios de la década de 1970, una línea ferroviaria conectaba Israel y la Franja de Gaza y también pasaba por lo que hoy es el paso de Erez. Hoy en día, el ferrocarril ha sido desmantelado en la Franja de Gaza y, en el lado israelí, la línea ferroviaria activa de Israel Railways termina a unos 4,5 km al noreste del paso, aunque en el futuro podría ampliarse hasta este para dar servicio de transporte de mercancías a la Franja de Gaza.

## Movimiento
Hasta septiembre de 2000, más de 26.000 palestinos podían viajar diariamente hacia y a través de Israel (unos 800.000 al mes). Desde el inicio de la Segunda Intifada, este número se redujo a menos de 900 al día. En 2004 hubo una media de 43.440 viajes mensuales a través del paso de Erez hacia Israel. Desde que comenzó el bloqueo israelí de la Franja de Gaza, esta cifra se redujo a 2175 diarios en 2008. Tras el alto el fuego entre Israel y Hamás en 2014, el número de viajes volvió a aumentar hasta los 15.000 mensuales en 2015.
Según la ONG israelí Gisha, 15.388 palestinos utilizaron el paso de Erez en enero de 2016 para salir de la Franja de Gaza, pues por entonces era el único paso abierto. De ellos, 2896 eran enfermos y sus acompañantes, 8183 eran comerciantes y 4309 fueron calificados como «otros».

## Conflictos entre Israel y la Franja de Gaza

### 2014
El 20 de julio de 2014, en respuesta a las noticias de que el conflicto entre Israel y Gaza de 2014 había causado una gran escasez de camas de hospital en la Franja de Gaza, el ejército israelí abrió un hospital de campaña para gazatíes en el paso de Erez.

### 2015
En abril de 2015, el portal de noticias Al-Monitor escribió que los gazatíes se quejaban cada vez más de ser chantajeados por los servicios de seguridad e inteligencia israelíes, que buscaban reclutar espías palestinos explotando su necesidad de trabajo, dinero y tratamiento médico o su deseo de viajar. Según el coronel Mohammed Abu Harbeed, especialista en seguridad de la información del Ministerio del Interior de la Franja de Gaza, Israel trató de reclutar a entre el 70% y el 80% de los ciudadanos que pasaron por el paso de Erez en 2014, lo que incluía comerciantes, pacientes, personas que querían viajar por ocio y estudiantes matriculados en universidades extranjeras. El padre de un niño de siete años que quería usar el paso de Erez para recibir quimioterapia en un hospital israelí fue chantajeado por un oficial israelí, que le ofreció costear el tratamiento a cambio de espiar para Israel. Después de rechazar la oferta, se le negó el permiso de entrada. El Centro Al Mezan para los Derechos Humanos en Gaza ya había revelado en septiembre de 2013 prácticas similares de arresto o presión para forzar a los habitantes de Gaza a «elegir entre espiar o volver a Gaza, donde podrían morir» sin el tratamiento médico necesario. A un comerciante de Gaza que viajaba a través del paso de Erez se le ofreció apoyo financiero e importantes beneficios fiscales a cambio de aportar información sobre el cuartel general de seguridad de Hamás en Gaza.

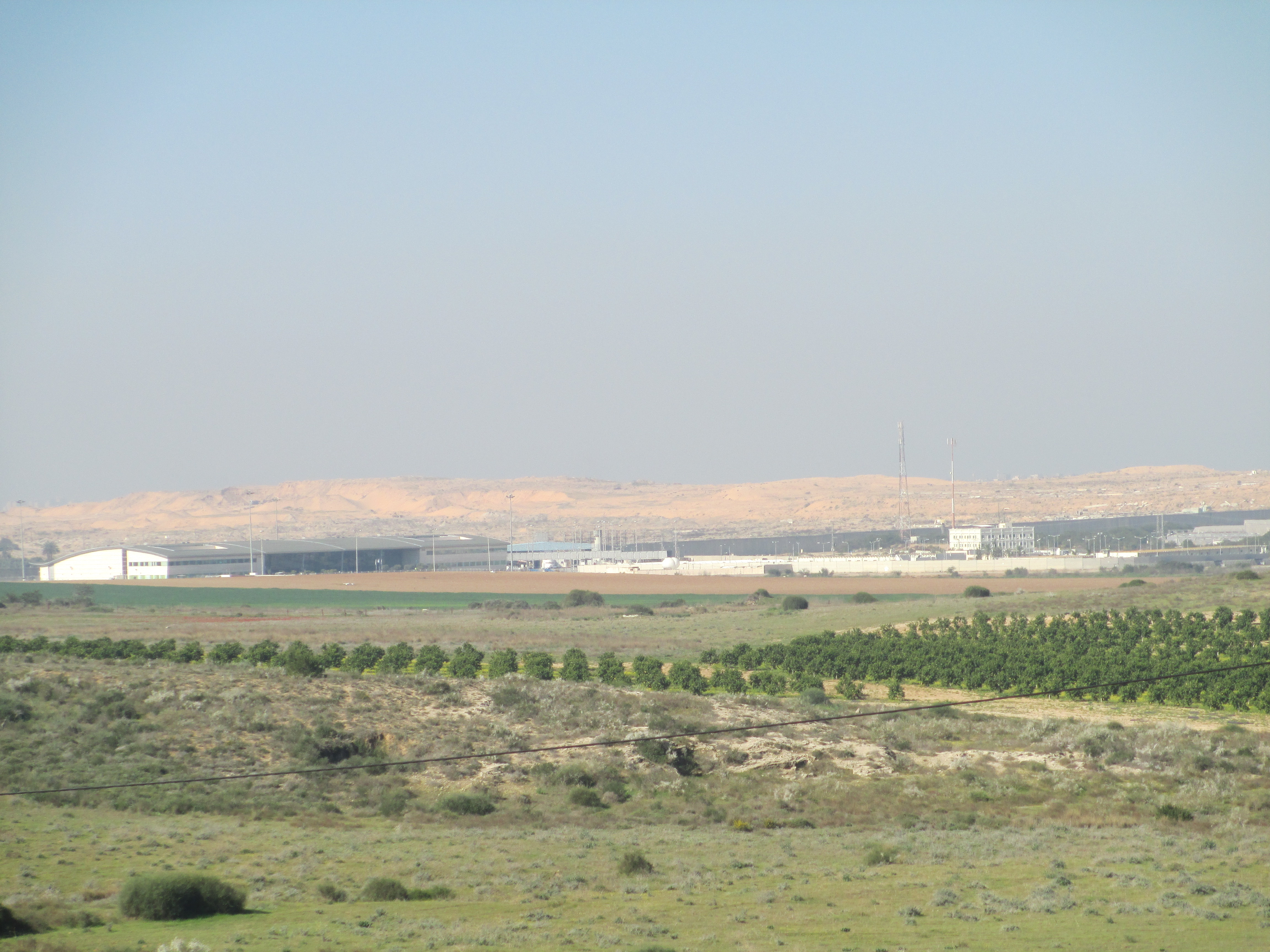
Paso de Erez visto desde el kibutz Erez.

A una mujer que estaba enferma y necesitaba tratamiento se le negó una solicitud de viaje a Cisjordania porque tenía pasaporte jordano, no palestino.
En abril de 2015, Euro-Mediterranean Human Rights Monitor informó de un número cada vez mayor de empresarios palestinos detenidos cuando intentaban cruzar a Israel a través del paso de Erez en viajes de rutina. Los interrogadores israelíes les hacían preguntas sobre antecedentes laborales, interacciones sociales y sobre su afiliación a partidos políticos. Esta ONG en favor de los derechos humanos descubrió que los agentes de inteligencia israelíes solían tratar de obligar a los empresarios a revelar información sobre las facciones armadas dentro de la Franja de Gaza, para lo cual eran humillados y tratados de forma inhumana y, si se negaban a colaborar, se les retiraba el permiso de salida.

### 2016
Por otro lado, el Human Rights and Democracy Media Centre (SHAMS) informó en enero de 2016 que Israel usaba el paso de Erez como una especie de trampa para los viajeros palestinos. Según el SHAMS, la inteligencia israelí interrogaba a la mayoría de los palestinos con permisos para utilizar el paso, y se denunció el secuestro de decenas de ellos por parte de Israel tras interrogarlos, incluidos algunos pacientes.

### 2023
Durante la guerra entre Israel y la Franja de Gaza de 2023-24, las Brigadas de Ezzeldin al-Qassam tomaron el control del paso de Erez, lo que posibilitó que cientos de palestinos accediesen a Israel a través de él.